# Thousand Islands

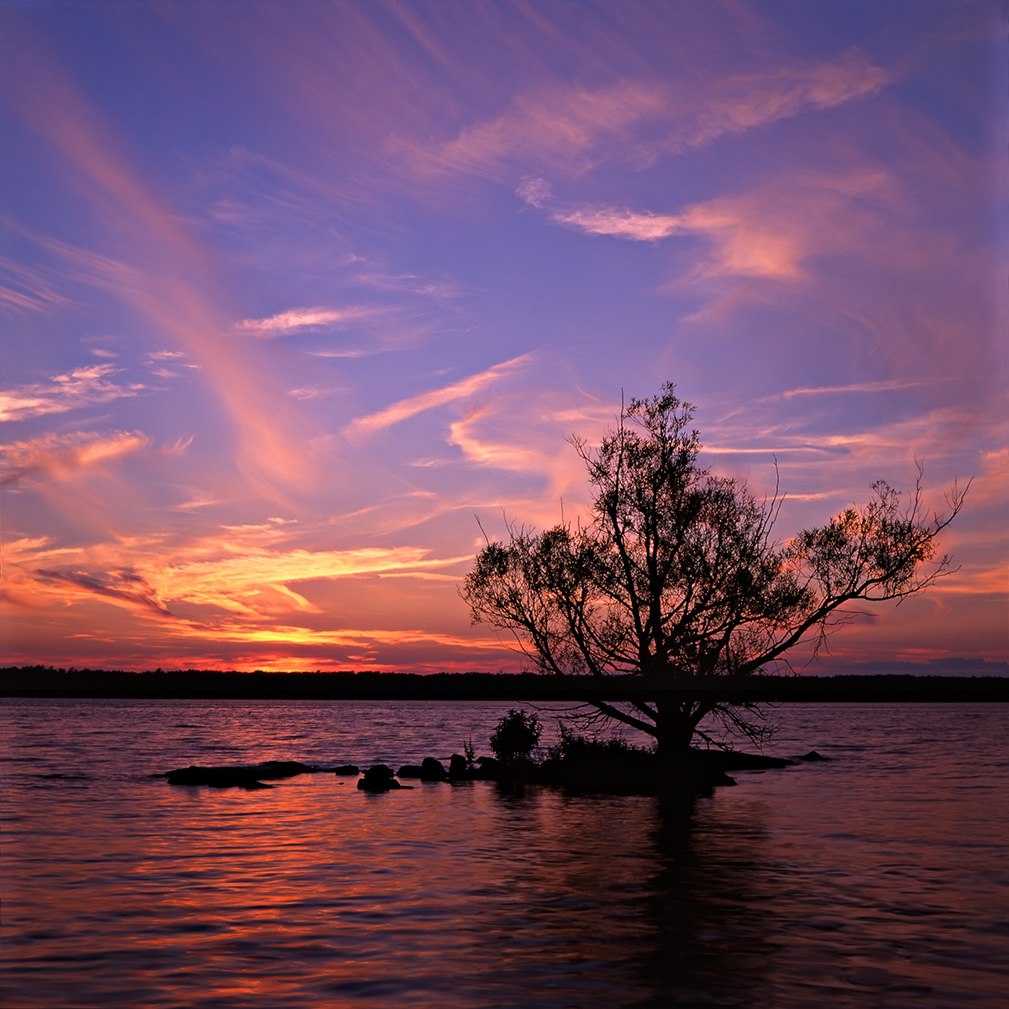
Apus de soare văzut de pe una dintre cele mai mici din cele O mie de insule

Thousand Islands (română O mie de insule) este numele unui arhipelag localizat de o parte și de alta a graniței americano-canadiene, de pe râul Saint Lawrence, de la formarea acesteia din partea de nord-est a lacului Ontario.

## Descriere, geografie
Insulele se întind începând de la aproximativ 80 km (50 mile) în aval de Kingston, spre estuarul râului Saint Lawrence.  Insulele aflate pe teritoriul canadian fac parte din provincia Ontario, iar cele de pe teritoriul Statelor Unite fac parte din statul New York.  Insulele, în total 1.793, variază ca suprafață: de la insule de peste 100 km² (40 mile pătrate), la insule mai mici ocupate de o singură locuință și mergând până la insule foarte mici, nelocuite, formate din ieșiri de roci, doar habitat pentru anumite păsări acvatice migratoare (lebede, gâște, rațe).  Numărul insulelor a fost determinat după criteriul următor: fiecare insulă trebuie să fie deasupra nivelului apei tot timpul anului, să fie mai mari de un picior pătrat (aproximativ 900 cm²), și să crească cel puțin un arbust.  Zona este foarte populară printre turiști, fiind cunoscută și sub denumirea de „capitala lumii navigatorilor de apă dulce.”